# Олексієнко Борис Миколайович
Борис Миколайович Олексієнко (2 квітня 1940) — радянський та український прикордонник, перший ректор Національної академії Прикордонних військ України імені Богдана Хмельницького. Голова Державного комітету у справах охорони державного кордону України — Командувач Прикордонних військ України у 1999—2001 роках. Заслужений працівник народної освіти України (1996), доктор військових наук (1996), професор, генерал-полковник прикордонних військ України.

## Біографія
Народився 2 квітня 1940 року в селі Чухелі Волочиський район Хмельницька область.
Після закінчення у 1961 році Алма-Атинського вищого прикордонного командного училища служив у Прикордонних військах КДБ СРСР: 1961-63 — заступник начальника прикордонної застави Туркменського прикордонного округу. 1963-68 — заступник начальника школи сержантського складу, Середньоазіатський прикордонний округ. 1968-71 — слухач Військової академії ім. М. В. Фрунзе. 1971-74 — офіцер 1-го відділу штабу Управління Західного прикордонного округу. 1974-76 — начальник штабу Кишинівського прикордонного загону, Західний прикордонного округ. 1976-80 — начальник Арташатського прикордонного загону
У 1980-82 роках заступник начальника військ Закавказького прикордонного округу. В 1982-83 роках заступник начальника інженерно-технічного управління, Головного управління Прикордонних військ КДБ СРСР. 1983-84 — заступник командувача військ Забайкальського прикордонного округу. 1984-87 роки — голова делегації Радянсько-Турецької комісії МЗС СРСР. 1987-90 — заступник командувача військ округу — начальник оперативно-військового відділу Північно-Західного прикордонного округу.
У 1990-92 роках начальник кафедри оперативного мистецтва Військової академії ім. М. В. Фрунзе.
З січня 1993 по грудень 1999 року очолював єдиний в Україні інститут Прикордонних військ України (нині Національна академія Державної прикордонної служби ім. Б. Хмельницького) у місті Хмельницькому.
У 1994 році отримав чергове військове звання генерал-лейтенант
З 13 грудня 1999 року по 12 листопада 2001 року — Голова Державного комітету у справах охорони державного кордону України — Командувач Прикордонних військ України.

## Нагороди та відзнаки
За вагомий особистий внесок у справу охорони державного кордону, забезпечення захисту державного суверенітету, територіальної цілісності України, бездоганне виконання військового обов'язку, відзначений:
- орденом «За заслуги» III ступеня (2017)[5]
- орденом Богдана Хмельницького III ступеня (2009)[6]
- 2-ма орденами Червоної Зірки (1977; 1984)

21 червня 2000 року Борису Миколайовичу Олексієнку рішенням 15-ї сесії Хмельницької міської ради присвоєно звання «Почесного громадянина міста Хмельницького» № 22